# Вансда (национальный парк)
Вансда (англ. Vansda National Park) — национальный парк в Индии. Расположен в округе Навсари штата Гуджарат, в 65 км к востоку от города Чикхали и в 85 км к северо-востоку от города Валсад. Создан в 1979 году, площадь составляет 24 км². Основной туристической достопримечательностью парка является ботанический сад. На территории национального парка произрастает 443 вида цветковых растений: тик, кукубха, бутея односемянная, коромандельское чёрное дерево, бамбук, мадука длиннолистная, бибхитаки, фикус кистевидный, эмблика и другие.